# 삼국지연의도
삼국지연의도(三國志演義圖)는 큰 폭의 화면에 《삼국지연의》의 각 장면들을 묘사한 중국 민화풍 그림이다. 이 작품은 원래 서울 동묘에 있던 유물로 총 10폭으로 구성되어 있었으나, 현재는 9폭만이 남아 있다. 각 화폭에는 편액형식으로 제목을 적어 놓아 그림의 내용을 이해하기 쉽게 하였다.
《삼국지연의》는 중국 원말·명초 때의 소설가 나관중이 지은 장편 역사소설이다. 원명은 《삼국지통속연의》인데 삼국의 정사를 알기 쉬운 말로 이야기한 책이라는 뜻에서 삼국지평화라고도 불린다. 
이 소설은 조선시대에 국내로 유입되어 널리 읽혀졌던 작품으로, 특히 그 속에 담긴 유비 현덕을 중심으로 한 한실에 대한 충성이나 공명의 지략, 유비 ·관우 ·장비의 결의 등은 유교적 이념을 중시했던 조선시대에 크게 환영 받았던 요소이다. 
더구나 관우의 장한 의기와 절개는 민간신앙으로까지 발전하여 관제교가 생겨나고, 관제묘가 곳곳에 세워지기까지 하였다. 처음에는 중국의 원본이 수입되어 읽혔으나, 곧 수많은 국역본이 출간되며 인기를 더해갔는데 이 과정에서 삼국지연의도와 같은 작품이 제작되었던 것으로 보인다.

## 참고 자료
- 삼국지연의도 - 국가유산청 국가유산포털

 본 문서에는 서울특별시에서 지식공유 프로젝트를 통해 퍼블릭 도메인으로 공개한 저작물을 기초로 작성된 내용이 포함되어 있습니다.